# Kreuzschaft von Innerleithen
Der Kreuzschaft von Innerleithen (englisch Runic Cross of Innerleithen) befindet sich neben der Innerleithen Parish Church in Innerleithen, nahe der A72 und der Waverley Road, in den Scottish Borders in Schottland. 
Der erhaltene untere Teil eines Steinquaders wurde zusammen mit dem Sockel, in dem er ursprünglich stand, im Jahre 1871 im Fundament der Vorgängerkirche der heutigen Kirche gefunden, stammt aber ursprünglich nicht von hier und ist kein Cross Slab.
Die beispiellose Dekoration zeigt, entgegen der englischen Bezeichnung (anders als das Lancaster runic cross) keine Runen. Sie steht im Kontrast zu anderen piktischen Verzierungen auf Steinen und es ist unklar welchen Zweck der Stein ursprünglich erfüllte. Alle vier Seiten tragen ein verschachteltes Design aus kleinen Vertiefungen, das an bronzezeitliche Cup-and-Ring-Markierungen erinnert, umgeben von zwei konzentrischen Kreisen, die linear durch Doppellinien entweder paarweise oder öfter mit anderen Cup-and-Ring-Markierungen verbunden sind. Trotz der Naivität des Designs ist die Ritzung gut ausgeführt und der Stein wird in das 9. Jahrhundert und damit in die Piktenzeit datiert.